# ホンダ・NC
NC（エヌシー）は本田技研工業が製造販売しているオートバイである。

## 車両解説
同社が大型自動二輪車について世界的規模で市場調査を行ったところ、多くは140km/h以下で走行し、エンジン回転は6,000rpm以下を常用するという結果を見た。そこで「市街地走行やツーリングなどの常用域で扱いやすい」「快適で味わい深く燃費性能に優れたミドルクラス」「求めやすい価格で提供」といった思想に重点を置いた『New Mid Concept』（ニューミッドコンセプト）を打ちたて開発された。
2011年10月に欧州でNC700S・NC700X・インテグラ（NC700D）の姉妹車として発表。同年12月の第42回東京モーターショーに市販予定車として日本国内で発表。さらには北米でも発売される世界戦略車である。
エンジンや車体構造はほぼ同一とし大幅なコストダウンを実現させながら、外装・ブレーキ・トランスミッション・サスペンションの組合せで多彩なバリエーションの設定を可能としたオートバイである。この結果以下の4タイプがラインナップされた。
- ネイキッド： S
- クロスオーバー： X・X TypeLD
- 教習車仕様：L
- スクータールック：インテグラ（D）

### 車体
フレームは材料のスチールをインド製とし、日本国内で加工するダイヤモンド型で、容量14Lの燃料タンクはシート下に配置する。通常は燃料タンクの位置にS・Xではフルフェイスヘルメットも収納できるラゲッジスペースが設置された。
サスペンションは前輪がテレスコピック、後輪がプロリンク式スイングアームを採用する。ただし各モデル毎のチューニングはストローク量変化で対応させる。
ブレーキは前後ともシングルディスクブレーキを搭載するが、前輪は直径320㎜の大口径ローターにより制動力を確保する。後輪用ローターは前輪用ローターを打ち抜いた残余から製造される。
X・Sに設定される6速マニュアルトランスミッション搭載車はABS仕様もオプションで選択できるが、セミオートマチックトランスミッションのデュアルクラッチトランスミッション（DCT）搭載車はABSを標準装備する。

### エンジン
当初開発されたRC61E型水冷4バルブSOHC4ストローク前傾62°パラレルツインガソリンエンジンは、電子制御式燃料噴射装置（PGM-FI）による燃料供給を行い、ボア73mmxストローク80mmから排気量は669cc。最高出力37kW（50ps）/6,250rpm・最大トルク61Nm（6.2kgf・m）/4,750rpm・最大許容回転数6,400rpmのスペックは、オートバイ用としては異例となる中低速トルク重視の低中回転型エンジンで、以下の特徴がある。
- クランク気筒間位相を270°とし、1軸1次バランスシャフトを搭載することで振動を低減させながら心地よい鼓動感を与えるセッティングを行った。
- ピストンやロッカーアームなどに自動車用エンジンの低フリクション技術が多岐にわたって流用されており、ピストンにモリブデンを含んだ樹脂をコーティングするとともに、摩擦低減を目的としてローラー式ロッカーアームを採用。軽量化のために二輪車初となるアルミニウム素材が採用された。
- 吸気は2気筒を同一経路としてあえて吸入行程を干渉させ、緻密に計算された燃焼タイミングの変化を実現するヘッド内分岐吸気ポートレイアウトを採用したほか、カムシャフトは2気筒間で吸入バルブタイミングを変えるために2種類のカムプロフィールを採用する。
- エキゾーストマニホールドに窪みを付けることで低速トルクを増強。
- 通常のバイク用エンジンでは失火を防ぎスロットルレスポンスを高めるためにアイドル回転域を含む広い領域でリッチ側に設定されているが、自動車用エンジン同様にアイドル回転域を含め広い領域で理論空燃比に近くして燃費を改善した。
- 排出ガス浄化効率を最大化させるため三元触媒をエキゾーストポートの直下に配置し、燃焼ガスを高温のまま触媒に通すことでエンジン始動後のキャタライザー早期活性化を実現しリッチな混合気を供給する時間を短縮した。
- 冷却経路では通常クランクケースに設置される冷却水ポンプをエンジンヘッドに設置して短縮簡略化。

これらの結果として燃費は大型自動二輪車としては異例の60km/h定地走行テスト値で41.5km/L（NC700S）を達成する。

## モデル一覧
本項では排気量ごとに分けて解説する。

### 669ccモデル
当初開発された総排気量669ccのRC61E型エンジンを搭載するモデル。ボディ形状・トランスミッション・ABSなど装備の差異で以下のバリエーションが設定された。
| 669ccモデルのバリエーション | 669ccモデルのバリエーション  | 669ccモデルのバリエーション      | 669ccモデルのバリエーション |
| --------------------------- | ---------------------------- | -------------------------------- | --------------------------- |
| 車種                        | マニュアルトランスミッション | マニュアルトランスミッション+ABS | DCT+ABS                     |
| S X X TypeLD                | ○                            | ○                                | ○                           |
| インテグラ（D）             |                              |                                  | ○                           |

なお、本モデルのABSは前後連動を組み合わせたコンバインドABSである。

#### NC700X
2012年2月17日発表、同月24日発売。車両型式EBL-RC63のクロスオーバータイプ。
同年6月7日発表、同月14日発売でDCT搭載モデルが追加された。
アメリカ合衆国向け仕様は、国内向け仕様が後述の750シリーズに変更された後も2015年モデルが生産されている。

#### NC700X Type LD
2012年6月7日発表、同月14日発売。
NC700X発表後に足付性改善の声が多く届いたことから追加された日本限定の派生モデル。サスペンションストロークを短縮し最低地上高を165mm→140mmに低下させたことでホイールベース1,540mm→1,525mm・シート高830mm→800mmへ低下した。
2013年07月19日には、同年8月23日にDCTモデル150台限定でカムフラージュグリーン特別塗装車を発売することが発表された。

#### NC700S
2012年4月17日発表、同月24日発売。車両型式EBL-RC61のネイキッドタイプ。
Xからは前後サスペンションストローク量の短縮・シート高を830mm→790mmへ低下させ足付性を改善・フロントカウルの非採用・点火時期変更などが行われた。
同年6月7日発表、14日発売でDCT搭載モデルが追加された。

#### インテグラ（NC700D）
2012年4月17日発表、同月24日発売。NC700Dのコードネームを持つ車両型式EBL-RC62。スクータールックで同社ではスクーティングモーターサイクルと呼称する。

### 745ccモデル
NCシリーズ発売後には、2008年に生産終了したRC42型CB750大型自動二輪教習仕様車の代替としてNCシリーズを投入することが決定されたが、搭載されるエンジンは道路交通法施行規則第24条6により大型自動二輪教習車は排気量が0.7 L以上と規定されるため、RC61E型エンジンのボアを73.0mm→77.0mmとして排気量を745ccに拡大したRC67E型エンジンを搭載するNC750Lが2013年に開発された。さらに2014年には従来からラインナップされていた排気量669ccのNC700シリーズもRC67E型エンジンをベースにしたRC70E型エンジンを搭載するNC750シリーズにモデルチェンジを実施した。

#### NC750L
2013年3月発表。車両型式EBL-RC67。NC700S通常仕様をベースに以下の設計変更がされた。
- RC67E型エンジンは内部パーツの変更や出力特性を教習所内の走行に合わせ低回転域中心のセッティングを実施。
- マニュアルトランスミッションのみの設定とし教習状況に合わせ6速→5速に変更。
- ABSは未装備。
- フレームは黒の艶消し塗装とし、剛性バランスを見直した専用品に変更。
- 車体サイズはNC700Sと比べ全長が5mm短く全高が10mm低いが、全幅は20mm大きい。サスペンションはさらにローダウン化。
- 教習装備として大型エンジンガード・マフラーガード・専用センタースタンド[注 11]・ラゲッジスペース横側のパッドなどを追加。
- 走行状況表示ランプを装着するため電気系統にはACGフライホイールを搭載。
- 車両重量は215kgで教習専用装備を追加した状態で227kg[注 12]。
- 車体色はパールサンビームホワイト1色のみとし、エンブレム類はラゲッジスペース部分に貼り付けられるウイングマーク入りHONDAデカールのみ。

なお一般公道での走行は、灯火類などで保安基準に適合しない部品があるため当該部品の撤去など改造を施工した上での登録が必要になる。
2022年モデル
2022年6月13日発表。車両型式8BL-RH14。NC750Xの2021年モデルがベースとなっており、以下の仕様変更がなされた。
- MTモデルとともにDCTモデルが設定され、大型自動二輪AT限定の新たな教習車となる。
- エンジン型式はRH14E。市販車NC750Xと比較すると最高出力が抑えられている（750X：43KW / 750L：27KW）。
- 車体色はパールグレアホワイト1色のみ。

#### 2014年モデル
主として搭載エンジンを上述のNC750L同様の排気量745ccへ拡大したRC70E型に変更したモデルチェンジである。
| 2014年モデルのバリエーション              | 2014年モデルのバリエーション | 2014年モデルのバリエーション     | 2014年モデルのバリエーション |
| ----------------------------------------- | ---------------------------- | -------------------------------- | ---------------------------- |
| 車種                                      | マニュアルトランスミッション | マニュアルトランスミッション+ABS | DCT+ABS                      |
| S X X TypeLD                              | ○                            | ○                                | ○                            |
| S・X ・X TypeLD E Package インテグラ（D） |                              |                                  | ○                            |

2013年11月4日にミラノショー（EICMA2013）で発表され、同月22日から開催された第43回東京モーターショーでは市販予定車として一般公開。日本国内では2014年1月14日に正式発表され、S・Xが同月24日に、インテグラが同年2月7日に発売された。
RC70E型エンジンはRC61E型から見て以下の相違点がある。
- 最高出力が37kW（50ps）/6,250rpm→40kW（54ps）/6,250rpm、最大トルクが61Nm（6.2kgf・m）/4,750rpm→68Nm（6.9kgf・m）/4,750rpmにアップ。
- バランサーを1軸から2軸に変更し振動を低減。
- 60㎞/h定地走行燃費で各車とも1㎞/L向上。
- 変速比をハイギアード化。

シリーズラインアップは従来からのS・X・X TypeLD・インテグラ（D）をそのまま継承するが型式名を以下に変更。
- S：EBL-RC70
- X・X TypeLD：EBL-RC72
- インテグラ（D）：EBL-RC71

また以下の仕様変更が実施された。
- マフラーの構造変更。
- カラーリングバリエーションの変更。
- マニュアルトランスミッション搭載車にギアポジションインジゲータを搭載。
- 全車瞬間ならびに平均値を表示する燃費計を搭載。
- ブレーキレバーをアジャストタイプに変更。
- シート表皮を変更。
- X・X TypeLDは標準装着タイヤを変更。
- インテグラ（D）はスイングアームをアルミ製に変更するとともにストライプを装着したインテグラSを追加。
- ABSは前後連動方式となるコンバインドから独立動作に変更。

さらに同年4月14日発表、同月21日発売でETC車載器ならびにグリップヒーターを標準装備とした「E Package」をインテグラならびにS・XのDCT搭載車のみに受注生産で追加。
2015年2月12日発表、同月24日発売でNC750S ABS非装着車のみに200台限定で特別カラーが追加された。

#### 2016年モデル
2016年1月25日発表。NC750X・NC750Sのみに実施されたモデルチェンジである。
| 2016年モデルのバリエーション | 2016年モデルのバリエーション | 2016年モデルのバリエーション     | 2016年モデルのバリエーション |
| ---------------------------- | ---------------------------- | -------------------------------- | ---------------------------- |
| 車種                         | マニュアルトランスミッション | マニュアルトランスミッション+ABS | DCT+ABS                      |
| S X X TypeLD                 | ○                            | ○                                | ○                            |
| X・X TypeLD E Package        |                              |                                  | ○                            |

以下全車共通・単独の変更点についての解説を行う。
全車共通
- 平成28年自動車排出ガス規制への適合、ならびに出力特性変更に伴い搭載エンジンをRC88E型へ変更。
- DCTはSモード時に任意で3レベルの設定を可能とする機能追加、ならびにATモード時の変速タイミングを適正化。
- マフラーを異形断面形状のショートタイプ2室構造に変更。
- ヘッドライトならびに尾灯をLED化。
- 液晶メーターパネルは表示面積拡大、ならびに色可変タイプへ変更。
- カラーバリエーション、ならびにホイールカラーの変更。
- マニュアルトランスミッション車のクラッチレバーをレバー比見直しによる操作荷重低減。
- フロントサスペンションにデュアルベンディングバルブを採用。
- リヤサスペンションに7段階プリロード調整機構を追加。

NC750X・X TypeLD
2016年1月28日発売。型式名2BL-RC90。
- ウインドスクリーンを大型化する一方でサイドカウルを小型化。
- ラゲッジスペースの容量を増大。またタンクバックの装着を容易にする目的からボックスリッドにレールを設置。
- ETC車載器、ならびにグリップヒーターを標準搭載するE PackageをDCTモデルのみに設定。

NC750S
2016年2月19日発売。型式名2BL-RC88。
- 従来からのE Packageを廃止し全車ETC車載器ならびにグリップヒーターを標準装備へ変更。

#### 2018年モデル
2018年3月15日発表、同年4月20日発売でNC750Xを対象に以下のマイナーチェンジを実施。
- モデルバリエーションを以下の3種類へ変更
  - NC750X
  - NC750X＜ABS＞E Package
  - NC750X Dual Clutch Transmission＜ABS＞E Package
- E Packageは従来からのETC車載器・グリップヒーターに加え新たに2段階ならびにOFF状態の選択が可能なHondaセレクタブルトルクコントロール（HSTC）を搭載
- TypeLDを廃止したことからシート高を全モデル800mmへ統一
- カラーリングを以下の3パターンへ変更
  -  パールグレアホワイト
  -  キャンディークロモスフィアレッド
  -  マットガンパウダーブラックメタリック

2018年4月15日発表、同月20日発売でNC750Sを対象に以下のマイナーチェンジを実施。
- 全モデルABSを標準装備化
- カラーリングを以下の2パターンへ変更
  -  キャンディークロモスフィアレッド
  -   グラファイトブラック（ツートーン）

#### 2021年モデル
2021年1月22日発表、同年2月25日発売でフルモデルチェンジとなる。型式名は8BL-RH09。
- NC750Sの設定はされず、姉妹車のX-ADVは同時期にモデルチェンジ。
- フレームやエンジン等の再設計で合計7kgの軽量化を達成。MTモデル214kg、DCTモデル224kgとなる。
- 最高出力43kW(58PS)、最大トルク69N・m(7.0kgf・m/rpm)と向上。エンジン型式はRH09E
- スロットル・バイ・ワイヤを採用。ライディングモードをより詳細に設定可能になる。
- MTモデルではアシストスリッパークラッチを採用。
- カラーリングは以下の3パターンを設定
  -  グランプリレッド
  -  パールグレアホワイト
  -  マットバリスティックブラックメタリック

価格はMTモデルが924,000円(税込)、DCTモデルが990,000円(税込)。